# محمد أباد نايب (فتح أباد)
محمد أباد نایب (بالفارسية: محمدآباد نایب) هي مستوطنة تقع في إيران في Fathabad Rural District.